# Curtis Hanson
Curtis Lee Hanson (Reno, 24 maart 1945 – Hollywood Hills, 20 september 2016) was een Amerikaanse filmmaker. Hij werd bekend met de film L.A. Confidential (1997), waarvoor hij een Oscar won (voor beste aangepaste scenario).

## Filmcarrière
Curtis Hanson werd geboren in Reno, Nevada. Zijn middelbare school werkte hij niet af, waardoor hij reeds op jonge leeftijd een job ging zoeken. Hij begon als freelance fotograaf en schreef ook voor het filmmagazine Cinema. Gedurende de jaren 70 startte de carrière van Hanson als filmmaker. Zo hielp hij in 1970 mee aan het schrijven van een scenario gebaseerd op een kortverhaal van de bekende schrijver Howard Phillips Lovecraft. Enkele jaren nadien kroop Hanson voor het eerst in de regiestoel. Zijn debuutfilm Sweet Kill (1973) werd gedraaid onder het toezicht van producer Roger Corman. De film werd bij zijn première niet met veel enthousiasme onthaald en dus voegde Hanson op aanraden van Corman nog enkele seksscènes toe aan Sweet Kill.

### Jaren '70 en 80
In 1978 schreef Hanson het scenario voor de succesvolle film The Silent Partner. De hoofdrollen in die film werden vertolkt door Elliot Gould en Christopher Plummer. The Little Dragons (1979), met onder meer Charles Lane, werd de volgende film die hij regisseerde. Begin jaren 80 bleef Hanson, tot dan nog steeds geen grote naam in Hollywood, zich bezighouden met het schrijven van scenario's voor andere regisseurs. Zo creëerde hij samen met Samuel Fuller het verhaal voor White Dog (1982).
Een jaar later volgde de derde langspeelfilm van Hanson: Losin' It (1983). Deze komische film kon rekenen op de acteerprestaties van de toen nog jonge en onbekende Tom Cruise en Jackie Earle Haley. Nadien maakte hij The Children of Times Square, een film die nooit in de bioscoop kwam en enkel op televisie werd vertoond, maar wel goede kritieken ontving. Later regisseerde en schreef Hanson de misdaadthriller The Bedroom Window (1987). Deze lowbudgetfilm met o.a. Steve Guttenberg, Elizabeth McGovern en Isabelle Huppert werd eveneens goed ontvangen door de filmcritici. Het verhaal was gebaseerd op de roman The Witnesses van Anne Holden.

### Jaren '90
In de jaren 90 stootte Hanson door naar de top in Hollywood. Eerst filmde hij Bad Influence (1990) dat gebaseerd was op een script van David Koepp, die later zou doorbreken met de scenario's voor films als Mission: Impossible (1996), Panic Room (2002) en War of the Worlds (2005). Nadien gooide Hanson hoge ogen met de thriller The Hand That Rocks the Cradle (1992). De film werd goed bezocht, net als Hansons volgende project, The River Wild (1994). Voor deze avonturenfilm kon de ondertussen 49-jarige regisseur rekenen op grote namen als Meryl Streep, Kevin Bacon en John C. Reilly.
Maar het grootste succes moest dan nog komen. Midden jaren 90 schreef Hanson samen met Brian Helgeland een sterk scenario dat gebaseerd was op een roman van James Ellroy. Hanson vulde het verhaal aan met steracteurs als Kevin Spacey, Russell Crowe, Kim Basinger en Guy Pearce, en filmde L.A. Confidential (1997). De regisseur liet zich voor de film inspireren door onder meer In a Lonely Place (1950) van Nicholas Ray en The Killing (1956) van Stanley Kubrick. L.A. Confidential werd een enorm succes bij zowel het grote publiek als de filmcritici. Het leverde Hanson een Oscar op en dat in een jaar dat de concurrentie bij de uitreiking van de Oscars groot was. Zo moest L.A. Confidential de strijd aangaan met de blockbuster Titanic van James Cameron en Good Will Hunting van Gus Van Sant.
Pas drie jaar later kwam Hanson met een nieuw filmproject op de proppen. Hij regisseerde de dramedy Wonder Boys (2000). De hoofdrollen in deze film werden vertolkt door Michael Douglas, Tobey Maguire, Robert Downey jr., Frances McDormand en Katie Holmes. Ondanks het feit dat Wonder Boys erg van L.A. Confidential verschilde, kon de film heel wat prijzen in de wacht slepen. Wonder Boys won onder meer een Oscar en een Golden Globe.

### 2001-2016
Nadien legde Hanson zich toe op een volledig nieuw onderwerp. In samenwerking met rapper Eminem filmde hij 8 Mile (2002), het verhaal van een jonge blanke man die het als rapper trachtte te maken. De film was gedeeltelijk gebaseerd op het leven van Eminem en kon opnieuw rekenen op de acteerprestatie van Kim Basinger. Eminem kreeg goede kritieken voor zijn vertolking en de film groeide, voornamelijk door zijn soundtrack, uit tot een cultfilm. Ook ditmaal won de film een Oscar.
Na 8 Mile koos Hanson terug voor een lichter genre. De romcom In Her Shoes (2005) met o.a. Cameron Diaz werd zijn volgende film. In Her Shoes werd tegen de verwachtingen in geen flop. Zijn volgende film, Lucky You (2007), flopte wel. Ondanks de acteerkunsten van onder meer Eric Bana en Drew Barrymore kon Hanson met deze pokerfilm de critici niet bekoren.
Hij overleed aan de Ziekte van Alzheimer.

## Filmografie
- Sweet Kill (1973)
- Losin' It (1983)
- The Bedroom Window (1987)
- Bad Influence (1990)
- The Hand That Rocks the Cradle (1992)
- The River Wild (1994)
- L.A. Confidential (1997)
- Wonder Boys (2000)
- 8 Mile (2002)
- In Her Shoes (2005)
- Lucky You (2007)
- Too Big to Fail (2011) (HBO-televisiefilm)
- Chasing Mavericks (2012) (met Michael Apted)